# Kourou (Tiankoura)
Pour les articles homonymes, voir Kourou (homonymie).
Pour les articles ayant des titres homophones, voir Courroux, Kuru et El-Kourrou.
Kourou est une localité du département de Tiankoura, dans la province du Bougouriba (région du Sud-Ouest) au Burkina Faso. En 2006, cette localité comptait 482 habitants dont 58.5% de femmes.